# Marvin Van Heek
Marvin Van Heek, né le 22 novembre 1991 à Montpellier, est un skieur alpin néerlandais.  

## Biographie
Il est né à Montpellier en France et vit désormais dans la localité de Menthon-Saint-Bernard dans les Alpes. Il fait ses débuts en Coupe du monde le 3 février 2012 à Chamonix. Le 15 décembre 2012, il se classe huitième de la descente de Val Gardena et marque ainsi ses premiers points dans la Coupe du monde. Cela faisait depuis 1998 et Harald de Man, qu'aucun neérlandais n'avait marqué de points en Coupe du monde. Il participe ensuite aux Championnats du monde de Schladming, où il est court trois épreuves sans en voir l'arrivée.
En fin d'année 2013, il se blesse à l'entraînement et ne peut donc se qualifier pour les Jeux olympiques de Sotchi.
Il annonce sa retraite sportive en 2016.

## Palmarès

### Championnats du monde
Deux participations en 2013 et 2015.

### Coupe du monde
- Meilleur classement général : 96e en 2013.
- Meilleur résultat : 8e.

#### Classements
| Saison / Épreuve | Saison / Épreuve | Général | Général | Descente | Descente | Slalom | Slalom | Slalom géant | Slalom géant | Super G | Super G | Combiné | Combiné |
| ---------------- | ---------------- | ------- | ------- | -------- | -------- | ------ | ------ | ------------ | ------------ | ------- | ------- | ------- | ------- |
| Saison / Épreuve | Saison / Épreuve | Class.  | Points  | Class.   | Points   | Class. | Points | Class.       | Points       | Class.  | Points  | Class.  | Points  |
| 2013             | 2013             | 96e     | 32      | -39e     | 32       | -      | -      | -            | -            | -       | -       | -       | -       |